# Senegal i olympiska sommarspelen 1976
Senegal deltog i de olympiska sommarspelen 1976 med en trupp bestående av 21 deltagare, 19 män och två kvinnor, vilka deltog i 27 tävlingar i fyra sporter. Ingen av landets deltagare erövrade någon medalj.

## Friidrott
Herrarnas 4 x 100 meter stafett
- Christian Dorosario, Momar Ndao, Barka Sy och Adama Fall
  - Heat — 40,40
  - Semifinal — 40,37 (→ gick inte vidare)

Herrarnas längdhopp
- Ibrahima Ba
  - Kval — 6,96m (→ gick inte vidare)

Herrarnas diskuskastning
- Ibrahima Gueye
  - Kval — 52,82m (→ gick inte vidare)